# Gastroenterite eosinofila
La gastroenterite eosinofila (GE) è una condizione rara ed eterogenea caratterizzata da infiltrazione eosinofila dei tessuti gastrointestinali a chiazze o diffusa, descritta per la prima volta da Kaijser nel 1937. La presentazione può variare a seconda della posizione, profondità, estensione e coinvolgimento della parete intestinale e di solito si manifesta con un decorso cronico recidivante. In base alla profondità del coinvolgimento può essere classificata in 3 tipi: mucosa, muscolare e sierosa. Può essere coinvolta qualsiasi parte del tratto gastrointestinale, ed è stato anche riportato il coinvolgimento isolato delle vie biliari. Lo stomaco è l'organo più comunemente colpito, seguito dal tenue e dal colon.

## Fisiopatologia
Eosinofilia nel sangue periferico ed elevazione delle IgE nel siero sono rilievi comuni, ma non costanti. Il danno alla parete del tratto gastrointestinale è causato dalla infiltrazione eosinofila e dalla degranulazione.
Come parte dei meccanismi di difesa dell'ospite, gli eosinofili sono normalmente presenti nella mucosa del tratto gastrointestinale, anche se il loro ritrovamento nei tessuti profondi è quasi sempre patologico.
Quale meccanismo porti alla densa infiltrazione tipica della gastroenterite eosinofila non è chiaro. È possibile che diversi meccanismi patogenetici siano coinvolti nei diversi sottogruppi di pazienti. Allergia al cibo e una risposta IgE variabile alle sostanze alimentari è stata osservata in alcuni pazienti. Ciò implica un ruolo della ipersensibilità nella patogenesi. Molti pazienti infatti hanno una storia di altre condizioni di atopia come l'eczema, l'asma, la rinite allergica ed altre.
Il coinvolgimento degli eosinofili nel tessuto infiammatorio è un processo complesso, regolato da una serie di citochine infiammatorie. Nella gastroenterite eosinofila le citochine IL-3, IL-5 ed il fattore stimolante le colonie di granulociti macrofagi (GM-CSF) sono coinvolti nel reclutamento delle cellule e nella loro attivazione. Sono stati infatti osservati in preparazioni immunoistochimiche della parete intestinale malata. 
Oltre a ciò è stato dimostrato che anche l'eotaxina avrebbe un ruolo fondamentale nella regolazione della migrazione degli eosinofili nella lamina propria dello stomaco e del tenue. 
Nel sottotipo allergico della malattia, si pensa che allergeni nel cibo attraversino la mucosa intestinale ed inneschino una risposta infiammatoria che include la degranulazione dei mastociti ed il reclutamento degli eosinofili.

## Segni e sintomi
La gastroenterite eosinofila si presenta tipicamente con una combinazione di sintomi gastrointestinali cronici ed aspecifici che includono il dolore addominale, la nausea, il vomito, la diarrea, la perdita di peso e la distensione addominale. Circa l'80% dei soggetti ha sintomi per molti anni. È spesso necessario un alto grado di sospetto clinico per stabilire la diagnosi, in quanto la malattia è estremamente rara. Occasionalmente, la malattia può manifestarsi sotto forma di addome acuto o di occlusione intestinale.
- La GE Mucosa (25-100%) è la varietà più comune[16][17]  e si presenta con caratteristiche di malassorbimento e di enteropatia proteinodisperdente. Si possono anche riscontrare ritardo di crescita ed anemia. Un sanguinamento gastrointestinale inferiore può implicare il coinvolgimento del colon.
- La GE Muscolare (13-70%) si presenta con ostruzione a livello gastrico o dell'intestino tenue, a volte come ostacolo causato da una massa cecale od intussuscezione.
- La GE Sottosierosa (dal 4.5 al 9% in Giappone e 13% negli USA)[18] si presenta con ascite di tipo essudativo, abbondante eosinofilia periferica, e tende ad avere una risposta favorevole al trattamento con corticosteroidi.
- Altre tipologie caratteristiche documentate sono la colangite, la pancreatite[19], la splenite eosinofila, l'appendicite acuta e l'ulcera duodenale gigante refrattaria.

## Diagnosi

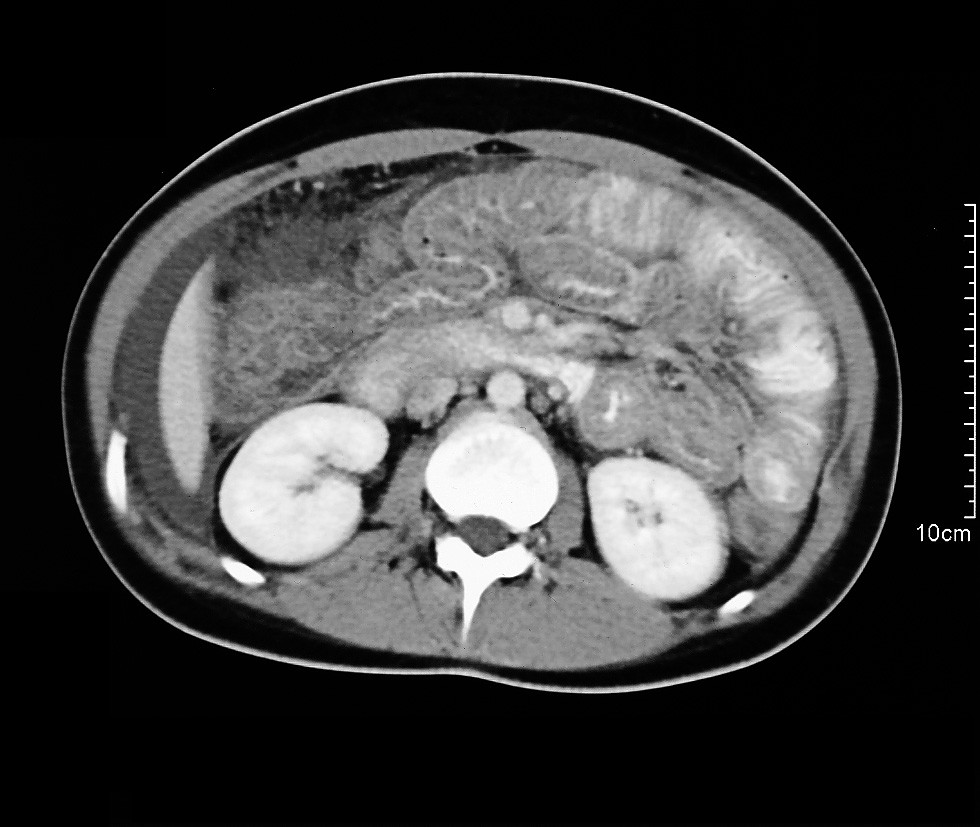
TAC spirale che mostra ascite ed ispessimento concentrico del colon e dell'ileo nella GE

Talley e collaboratori  hanno suggerito tre criteri diagnostici che sono ancora ampiamente utilizzati:
1. la presenza di sintomi gastrointestinali,
2. la dimostrazione istologica di infiltrazione eosinofila in una o più aree del tratto gastrointestinale o la presenza di un alto numero di eosinofili nel liquido ascitico (quest'ultimo riscontro indica di solito una varietà sottosierosa),
3. nessuna evidenza di malattia da parassiti od altre patologie extraintestinali.

L'ipereosinofilia, il segno distintivo della risposta allergica, può essere assente in oltre il 20% dei pazienti, ma possono essere presenti sia ipoalbuminemia sia altre anomalie suggestive di malassorbimento.
Le scansioni TAC possono mostrare ispessimento irregolare e nodulare delle pieghe nella parte distale dello stomaco e nella parte prossimale del piccolo intestino, ma questi risultati possono essere presenti anche in altre condizioni patologiche, come la malattia di Crohn ed il linfoma.
L'endoscopia nella gastroenterite eosinofila è aspecifica. Si possono evidenziare alterazioni di tipo eritematoso, friabilità della mucosa, cambiamenti in senso nodulare ed occasionalmente aspetti ulcerosi
A volte l'infiammazione diffusa determina la perdita completa dei villi intestinali, il coinvolgimento di livelli multipli, edema della sottomucosa e fibrosi.
La diagnosi definitiva richiede l'accertamento istologico di infiltrazione eosinofila nei campioni bioptici. L'esame microscopico ad alta risoluzione rivela più di 20 eosinofili per campo.  L'infiltrazione è spesso irregolare, può essere mancata e talvolta può essere richiesta una biopsia per via laparoscopica.
Scansioni con radioisotopi, facendo ricorso ad una SPECT con tecnezio (99mTc) esametazima marcante i leucociti, può essere utile nel valutare l'estensione della malattia e la risposta al trattamento, ma ha poco valore nella diagnosi, infatti la scansione non aiuta a differenziare da altre cause di infiammazione.
Quando la gastroenterite eosinofila è osservata in associazione con infiltrazione eosinofila di altri organi, dovrebbe essere presa in considerazione la diagnosi di sindrome ipereosinofila idiopatica.

## Trattamento
I corticosteroidi sono il cardine della terapia con un tasso di risposta che secondo alcuni studi raggiunge il 90%. Non è noto per quanto tempo debba durare il trattamento steroideo e le recidive spesso richiedono il trattamento a lungo termine. Sono state proposte numerose altre sostanze per ridurre il ricorso agli steroidi, fra queste il cromoglicato di sodio (uno stabilizzatore delle membrane dei mastociti), il ketotifene (un antistaminico ), ed il montelukast (un antagonista selettivo del recettore dei leucotrieni), con un razionale basato soprattutto sulla ipotesi allergica, con risultati alterni.
Una dieta di eliminazione può essere successo se sono state identificate un numero limitato di allergie alimentari.

## Epidemiologia
Gli studi epidemiologici sono poco attendibili e differiscono tra loro, ciò a causa del piccolo numero di casi presi in esame, con circa 300 casi di gastroenterite eosinofila riportati in letteratura. La gastroenterite eosinofila può presentarsi a qualsiasi età ed in tutte le razze, con un'incidenza leggermente superiore nei maschi.  I primi studi mostravano una maggiore incidenza dalla terza alla quinta decade di vita.

## Altre condizioni gastrointestinali associate con l'allergia
- Esofagite eosinofila
- Ascite eosinofila
- Celiachia
- Enteropatia proteino disperdente da intolleranza alle proteine del latte vaccino
- Intolleranza alle proteine del latte di formula